# Niklas Bruhn
Niklas Bruhn (* 1991 in Hamburg) ist ein deutscher Schauspieler.

## Leben
Niklas Bruhn wuchs in seiner Geburts- und Heimatstadt Hamburg auf. Von 2011 bis 2015 studierte er Schauspiel an der Hochschule für Musik und Theater in Hamburg. Während des Studiums wirkte er in Inszenierungen am Deutschen Schauspielhaus mit. Dort spielte er im November 2013 in der Uraufführung und bei weiteren Aufführungen bis 2015 den verwundeten Offizier Menoikeus in Martin Crimps Theaterstück Alles weitere kennen Sie aus dem Kino, eine Bearbeitung der Phönizierinnen des Euripides.
Ab der Spielzeit 2015/16 war Bruhn bis zum Ende der Spielzeit 2017/18 festes Ensemblemitglied am Theater Osnabrück. Dort spielte er als erste Hauptrollen zunächst den Schuldirektor in Der Revisor (2016) und den Sohn Kostja Die Möwe (2016). In der Spielzeit 2017/18 trat er dort u. a. als Tempelherr in Nathan der Weise, als Oberstleutnant Lauterbach in Terror und als Schweizerkas in Mutter Courage und ihre Kinder auf.
Sein Kinodebüt gab Bruhn 2017 in der Hauptrolle des Hamburger Musikclub-Betreibers Oskar Wrobel in Jakob Lass’ tragikomischer Literaturverfilmung So was von da, die im Juli 2018 ihre Uraufführung auf dem Filmfest München hatte.
In der 10. Staffel der ZDF-Fernsehserie Die Bergretter (2018) spielte er als junger Mann, der sich von korrupten Investoren der Tourismus-Branche bestechen lässt, eine der Episodenhauptrollen. Im Polizeiruf 110: Cottbus Kopflos (2023) verkörperte er den polnischstämmigen Jungunternehmer Dawid Bukol. Außerdem hatte er Episodenrollen in den TV-Serien Notruf Hafenkante (2023, als Drogenhändler Erik Jürgens) und Die Heiland – Wir sind Anwalt (2023, als LKA-Mitarbeiter Maik Labritzke). In der 10. Staffel der TV-Serie In aller Freundschaft – Die jungen Ärzte (2024) übernahm er eine Episodenhauptrolle als charmanter Diabetes-Patient Paul Friedlich, der nach einem Sexunfall die Notaufnahme aufsucht.
Bruhn lebt in Hamburg.

## Filmografie (Auswahl)
- 2018: So was von da (Kinofilm)
- 2018: Die Bergretter: Der gekaufte Winter (Fernsehserie, Episodenhauptrolle)
- 2021: Nord bei Nordwest – Conny & Maik (Fernsehreihe)
- 2021: SOKO Potsdam: Mädchen ohne Namen (Fernsehserie, Episodennebenrolle)
- 2022: Fritzie – Der Himmel muss warten: Bund fürs Leben (Fernsehserie, eine Folge)
- 2022: Extraklasse – On Tour (Fernsehfilm)
- 2023: Polizeiruf 110: Cottbus Kopflos (Fernsehreihe)
- 2023: Notruf Hafenkante: Ausgemustert (Fernsehserie, eine Folge)
- 2023: Die Heiland – Wir sind Anwalt: Nichts als die Wahrheit (Fernsehserie, Episodennebenrolle)
- 2024: In aller Freundschaft – Die jungen Ärzte: Schicksal (Fernsehserie, eine Folge)